# Haematopota fasciatapex
Haematopota fasciatapex är en tvåvingeart som beskrevs av Edwards 1916. Haematopota fasciatapex ingår i släktet Haematopota och familjen bromsar. Inga underarter finns listade i Catalogue of Life.